# Natiolekt
En natiolekt, eller nationell varietet,  är en språklig varietet som finns därför att ett språk talas i två eller fler länder; en natiolekt är alltså den form av ett pluricentriskt språk som talas och skrivs i ett visst land. En natiolekt är inte detsamma som en dialekt, utan termen natiolekt syftar på det som särskiljer ett lands varietet av språk därför att språkbrukarna åtskiljs av en statsgräns från andra talare av språket.
Ordet natiolekt myntades 1982 av Arnold Michnevitj och Anatolij Hirutskij. Deras diskussion gällde skillnader mellan ryska i icke-suveräna delstater i Sovjetunionen, men betydelsen av ordet har senare vidgats till att gälla varieteter som åtskiljs av självständiga staters gränser.
Ett exempel på en natiolekt är därmed svenska i Finland, som skiljer sig från svenska i Sverige av flera skäl. Lagstiftning och samhällsutveckling i Finland gör att terminologin stundom skiljer sig från svenskan i Sverige, och finlandssvenskar har ofta ett annat språkbruk eftersom de i utbildning, media och socialt har täta kontakter inom gruppen. I Finland finns också genuina svenska folkmål, men ordet natiolekt syftar inte på dem utan på språkdrag i Finlands standardiserade svenska.
En annan betydelse av ”natiolekt” (natiolect) är ett språk som talas av en nation, varvid ”nation” ges betydelsen ”folk”, vare sig folket har en egen självständig stat eller ej.